# Koukunkarta
Koukunkarta är en ö i Finland. Den ligger i Bottenhavet och i kommunen Nystad i den ekonomiska regionen  Nystadsregionen i landskapet Egentliga Finland, i den sydvästra delen av landet. Ön ligger omkring 76 kilometer nordväst om Åbo och omkring 220 kilometer väster om Helsingfors.
Öns area är 1 hektar och dess största längd är 130 meter i sydväst-nordöstlig riktning. I omgivningarna runt Koukunkarta växer i huvudsak barrskog.